# Анненский, Игорь Александрович
И́горь Алекса́ндрович А́нненский (род. 28 декабря 1965 года) — депутат Государственной Думы третьего созыва.

## Биография
В 1987 году окончил Московский финансовый институт по специальности «экономист».
В 1987—1989 — ведущий экономист отдела драгоценных металлов Внешэкономбанка СССР.
Затем работал начальником отдела валютно-финансовых операций, заместителем начальника управления международных финансовых операций вновь созданного Внешторгбанка РФ.
Был президентом ООО «Коммерческий банк „Альба Альянс“» (г. Москва).
В декабре 1999 года был избран депутатом Государственной Думы РФ третьего созыва по федеральному списку избирательного объединения КПРФ, был членом фракции КПРФ, заместителем председателя Комитета ГД по кредитным организациям и финансовым рынкам.